# Neptun 421
Die Frachtschiffsserie Neptun 421, auch Serie Cam Doussié genannt, war ein Semicontainerschiffstyp der Rostocker Schiffswerft „Neptun“.

## Geschichte
Hergestellt wurde die aus den Typen Neptun 388, Neptun 401 und Neptun 403 weiterentwickelte Baureihe von 1977 bis 1985 in 33 Einheiten. Vorgesehen waren die Schiffe vorwiegend für den kombinierten Transport von Stückgut, Containern, sowie Holz und auch Schüttgutladungen.
Erstes Schiff und Namensgeber der Serie war die am 29. November 1977 übergebene Cam Doussié mit der Baunummer 421.
Eine Sonderstellung nahm das siebente Schiff der Serie, die als Pasewalk auf Kiel gelegte und am 29. Dezember 1978 auf den Namen Fliegerkosmonaut der DDR Sigmund Jähn getaufte Baunummer 427 ein. Selbst die weit nach achtern gezogene Back des Typ 421 war zu kurz um diesen vermutlich längsten Schiffsnamen der deutschen Nachkriegsgeschichte in einem Stück auszuschreiben, woraufhin man ihn in zwei Zeilen am Bug anbrachte. Das nach mehreren Umbenennungen ab 1997 unter dem Namen Loretta D. fahrende Schiff erreichte am 27. Mai 2009 das indische Alang, wo es am 5. Juni zum Abbruch auf den Strand gesetzt wurde.
Den Abschluss der erfolgreichen Baureihe bildete die im September 1985 fertiggestellte Laplandia.
Insgesamt sanken oder havarierten vier Schiffe der Serie.
- Das vierte Schiff der Baureihe, die Sol Laila erwies sich als unglücklich und sank als Raya Eclat am 5. April 1984 nach einer Kollision auf der Position 22° 8′ 31″ N, 114° 19′ 52″ O.[4]

- Die in Kamerun beheimatete Cam Doussié, das erste Schiff der Serie, sank am 2. März 1987 nach einer Kollision auf der Position 31° 54′ N, 10° 25′ W, wobei ein Toter zu beklagen war.[1]
- Das zweite Schiff dieser Serie, die Sol Tulla, strandete nach mehreren Umbenennungen am 16. August 1992 als United Sing auf der Position 23° 13′ N, 117° 15′ O und wurde dabei zum Totalverlust.[5]
- Die ehemalige Merkur Bay havarierte im Oktober 2008 als New Oriental vor der Küste von Vietnam.[6]

Die Sagaland mit der Baunummer 423 war ab dem 29. Oktober 2000 das erste Schiff der Serie, welches nach nur 22 Dienstjahren als thailändische Jutha Sarunpak in Chittagong abgebrochen wurde. Das letzte noch in Dienst stehende Schiff, die ehemalige L'Abanga mit der Baunummer 447, wurde als Jasmine of Sea im Januar 2017 in Gadani zum Verschrotten auf den Strand gesetzt.

## Technik
Angetrieben wurden die Schiffe von einem in MAN-Lizenz gefertigten 6620 kW Zweitakt-Dieselmotor des Typs K9Z 60/105 E des Herstellers VEB Maschinenbau Halberstadt der direkt auf einen Festpropeller wirkte. Die Maschinenanlage war für wachfreien Betrieb eingerichtet.
Die mit einem Wulstbug versehenen Rümpfe waren in Sektionsbauweise zusammengefügt. Der mit Einzelkammern ausgestattete Wohn- und Arbeitsbereich der achtern angeordneten Decksaufbauten war klimatisiert.
Die drei Laderäume mit einem Rauminhalt von 18.432 m³ Kornraum und 17.000 m³ Ballenraum verfügten über Zwischendecks mit Staplerverstärkten Glattdecklukendeckeln, die Laderäume II und III wurden mit mittschiffs geteilten Faltlukendeckeln verschlossen.
Es konnten 445 Container transportiert werden. Das Ladegeschirr bestand aus fünf 20 und 40 Tonnen Ladebäumen.

## Die Schiffe
| Neptun 421                   | Neptun 421 | Neptun 421 | Neptun 421    | Neptun 421                                           | Neptun 421 |
| Bauname                      | Baunummer  | IMO-Nummer | Ablieferung   | Auftraggeber                                         | Spätere Namen und Verbleib |
| ---------------------------- | ---------- | ---------- | ------------- | ---------------------------------------------------- | --- |
| Cam Doussié                  | 421        | 7706756    | 1977          | Cameroun Shipping Lines, Duala                       | am 2. März 1987 nach einer Kollision vor Marokko gesunken |
| Sol Tulla                    | 422        | 7706768    | 1978          | Johannes Solstad, Skudeneshavn                       | 1982 Raya Happiness, 1991 United Sing, im August 1992 bei Shantou gestrandet, im Register gelöscht |
| Sagaland                     | 423        | 7712248    | 1978          | D/S A/S Vestland (Richard & Sverre Amlie), Haugesund | 1978 Ellora, 1979 Ganda Perkasa, 1994 Jutha Sarunpak, 1996 Orient Mumbai, 1997 Jutha Sarunpak, ab 29. Oktober 2000 in Chittagong verschrottet |
| Sol Laila                    | 424        | 7712250    | 1978          | Johannes Solstad, Skudeneshavn                       | 1978 Lloyd Manhattan, 1980 Rigel, 1982 Raya Eclat, 1984 gesunken |
| Vestland                     | 425        | 7803841    | 1978          | D/S A/S Vestland (Richard & Sverre Amlie), Haugesund | 1982 Allgäu, 1989 Marine Brave, 1994 Hau Giang 02, 2003 Ho Tay, 2008 Taylor, ab 26. September 2008 in Chittagong abgebrochen |
| Pritzwalk                    | 426        | 7818456    | 1978          | DSR, Rostock                                         | 1993 Katina, 1994 Pritzwalk, 2003 Safmarine Lobito, 2005 Anna K, ab 22. März 2010 verschrottet |
| Pasewalk                     | 427        | 7824039    | 30. März 1979 | DSR, Rostock                                         | 29. Dezember 1978 als Fliegerkosmonaut der DDR Sigmund Jähn vom Stapel, 1990 Sigmund Jähn, 1997 Loretta D, am 5. Juni 2009 zum Abbruch in Alang gestrandet |
| Soldrott                     | 428        | 7921253    | Juni 1979     | Soldrott, Norwegen                                   | 1982 Galatee, 1990 Hibiscus, 1995 Louis, 2008 in Indien verschrottet |
| Pasewalk                     | 429        | 7906980    | 1979          | DSR, Rostock                                         | 1997 Tolteca, 1998 Nirint Trader, 1999 Irini Trader, ab 20. März 2010 verschrottet |
| Pacific Dragon               | 430        | 7932707    | 1979          | –                                                    | 1984 Huey An, 1987 Sea Pearl, 1992 Kota Mutiara, 1996 Dimko Glory, 1996 African Cape, 1998 Florence Star, 1999 North Star, 2001 East Star, 2003 Gumbong, seit 10. Januar 2011 nicht mehr im Register                                                                                     |
| Crimmitschau                 | 431        | 7932719    | 1979          | DSR, Rostock                                         | ab 19. August 2009 in Alang verschrottet |
| Glauchau                     | 432        | 8031079    | 1980          | DSR, Rostock                                         | 1997 African Lake, 1999 Sunray Anna, 2003 Santa Maria, 2006 Maria, 2008 Cathy Spirit, ab 28. April 2009 in Indien verschrottet |
| Merkur Sea                   | 433        | 8031081    | 1980          | –                                                    | 1981 Egizia, 1986 Orinoco, 1995 Delmas Kourou, 1996 Orinoco, 1999 Aion, 2004 Ayon, 2008 Aion, am 27. Februar 2013 zum Abbruch in Zhangjiagang eingetroffen |
| Thesee                       | 434        | 8031093    | 1980          | Société Navale Caennaise, Caen                       | 1992 Ville De Dakar, 1994 Thesee, 1994 Patrick Delmas, 1997 Jason Venture, 1997 Captain P, am 18. August 2009 zum Abbruch in Alang gestrandet |
| Merkur River                 | 435        | 8031108    | 1980          | –                                                    | 1981 Lloyd Hudson, 1982 Merkur River, 1986 Ville De Matam, 1994 Hebe, 1994 Georges Delmas, 1997 Hebe, 1997 Angeliki, 1998 Monagas II, 2003 Nirint Challenger, 2003 Challenger, 2003 Safmarine Gabon, 2007 Iris K, 2009 Iris, am 11. September 2009 zum Abbruch in Tai-Chung eingetroffen |
| Sainte Alexandrine           | 436        | 8027547    | 1981          | –                                                    | 1985 Mereith E, 1987 CCNI Ancud, 1992 CGM Mana, 1994 Safmarine Palanca, 2010 Flora V, verschrottet |
| Merkur Bay                   | 437        | 8131582    | 1981          | –                                                    | 1986 Hapag Lloyd Pampa, 1986 Andean Condor, 1986 Merkur Bay, 1987 Matador, 1989 Tijenso, 1992 CGM Guyane, 1993 Pal Vassili, 1997 CGM Amazonia, 1999 Amazonia, 1999 Floria I, 2001 Oriental Star, 2007 New Oriental, im Oktober 2008 vor Vietnam havariert                                |
| Merkur Island                | 438        | 8131594    | 1981          | –                                                    | 1982 Banglar Robi, ab Ende 2013 in Bangladesch abgewrackt |
| Neptun                       | 439        | 8131609    | 1981          | –                                                    | 1987 Clio, 1988 Sunblizzard, 1989 Clio, 1991 Christiansborg, 1991 Dafra Equinox, 1991 CMB Equinox, 1994 Shun An, 2002 Hellin, 2004 AB Success, 2005 Carolina, 2007 Salina, abgewrackt |
| Merkur Lake                  | 440        | 8213469    | 1982          | –                                                    | 1993 St. Gerasimos I, 199 Maya, 2004 Safmarine Boma, 2006 Ceycapital, 2007 Medi Tradition, 2008 Phoenix Glory, 2009 Nord Gain, abgewrackt |
| Saxonia                      | 441        | 8213471    | 1982          | Aleuropa, Hamburg                                    | 1987 Gotlandia, 1993 Lake Karibia, 1993 Gotöandia, 1996 Phaedra, 1999 Fiori, 2005 Safmarine Aberdeen, 2009 Feniks, verschrottet |
| Bimantara Satu               | 442        | 8225395    | 1982          | –                                                    | 1994 Pantelis K, 1994 Santa fe de Bogota, 1995 Pantelis K, 1995 Deco Oldenburg, 1996 Pantelis K, 1999 Nirvint Traveller, 2003 Pantelis K, 2006 Maldive Enterprise, verschrottet |
| Bimantara Dua                | 443        | 8225400    | 1982          | –                                                    | 1995 Capitane Kermadec, 1996 Chungking, 1996 Jutha Buddharaksa, 1999 Maya, 2004 Safmarine Cabinda, 2005 Nordana Adventure, 2006 Jutha Siam, 2009 Victoy Step, verschrottet |
| Notre Dame du Rosaire        | 444        | 8120806    | 1983          | –                                                    | 1985 Nuestra Senora del R, 1986 Meghan A, 1991 Meghan Ace, 1993 Pal Lydia, 1994 CGM Mana II, 1999 Minthi, 2001 Min Hi, verschrottet |
| Antje                        | 445        | 8120818    | 1983          | –                                                    | 1983 Banglar Moni, 2015 zum Verschrotten in Bangladesch verkauft |
| La Mpassa                    | 446        | 8311015    | 1983          | –                                                    | 1994 Alexis II, 1996 African Coast, 2003 United Prospery, verschrottet |
| L’Abanga                     | 447        | 8311027    | 1983          | –                                                    | Elise D, Safmarine Bata, Marine, Port Said, Jasmine of Sea, ab Januar 2017 Abbruch in Gadani |
| Nordwoge                     | 448        | 8311039    | 1983          | –                                                    | 1992 Alexander Schulte, 1995 Express Nilgiri, 1997 Apollo C, 1999 Coral Bay, 1999 Olmeca, 2003 Eastern Sea, verschrottet |
| Dirk                         | 449        | 8310853    | 1984          | –                                                    | 1987 Thuringia, 1988 Castor, 1989 Canmar Swift, 1991 CMB Eagle, 1991 Castor, 1993 Elsborg, 1994 Castor, 1996 Shun Cheng, 2002 Seabo, 2004 Fortune Star, 2005 Supitan Mas, 2012 zum Verschrotten verkauft                                                                                 |
| Merkur Delta                 | 450        | 8310865    | 1984          | –                                                    | 1994 Jutha Rachavadee, 1998 Olmeca, 1999 Zapoteca, 2005 Safmarine Lisbon, 2009 Nord Spring, 2011 Norman Spirit, verschrottet |
| Merkur Beach                 | 451        | 8310877    | 1984          | –                                                    | 1986 Hapag Lloyd Planalto, 1987 Merkur Beach, 1994 Jutha Suphannika, 1998 Tolteca, 2004 Safmarine Luba, 2009 Jutha Suphannika, 2010 Benevolence, 2012 zum Verschrotten nach China verkauft                                                                                               |
| Rydal                        | 452        | 8410287    | 1984          | –                                                    | 1989 Nordstrand, 1992 Francisca Schulte, 1993 Manora Bay, 1994 Francisca Schulte, 1995 Cape Nelson, 1996 Tiger Cloud, 1997 Aphrodite C, 1999 Lara Bay, 2000 Mexica, 2010 verschrottet |
| Laplandia                    | 453        | 8310889    | 1985          | Aleuropa, Hamburg                                    | 1995 CMBT Equinox, 1996 Nienburg, 1997 Azteca, 2004 Safmarine Soyo, verschrottet |
| Daten: Equasis, grosstonnage |            |            |               |                                                      | |